# Gina G
Gina G, de son vrai nom Gina Mary Gardiner (née le 3 août 1970 à Brisbane) est une chanteuse australienne. Elle représente le Royaume-Uni au Concours Eurovision de la chanson 1996 avec la chanson Ooh Aah... Just a Little Bit.

## Biographie
Gina G est DJ à Melbourne et chanteuse dans le groupe de dance australien Bass Culture. Elle apparaît sous le nom de Geena pour un titre co-écrit avec le groupe Love the Life, sorti en Australie en mai 1992.
En 1995, elle s'installe au Royaume-Uni et participé au concours A Song for Europe. Elle l'emporte et devient la représentante britannique au Concours Eurovision de la chanson 1996. Ooh Aah... Just a Little Bit, après sa huitième place à l'Eurovision, est numéro un du UK Singles Chart. La chanson a aussi du succès aux États-Unis : #12 du Billboard Hot 100, #3 du Hot Dance Club Play, #13 du Rhythmic Top 40, #5 du Top 40 Mainstream, #25 du Adult Top 40 et #11 du Hot Dance Singles Sales. Elle est nommée pour un Grammy dans la catégorie Best Dance Recording en 1998.
Gina G sort ensuite I Belong to You qui entre dans le top 10 britannique. L'année suivante, elle a enregistré une succession de succès britanniques avec Fresh!, Ti Amo, Gimme Some Love et Everytime I Fall, tous inclus dans son premier album Fresh ! ; La pochette de l'album où Gina G est recouverte d'un glaçage au chocolat est réalisée par le célèbre photographe David LaChapelle.
Elle disparaît ensuite de l'industrie de la musique pendant plusieurs années. Elle est dans un long procès contre le producteur Steve Rodway, et malgré le fait que beaucoup de nouvelles musiques fussent enregistrées pour un deuxième album, elle ne peut rien en publier.
En 2000, elle enregistre de nombreuses chansons avec les producteurs suédois Lagoona, dont une nouvelle version de Ooh Aah... Just a Little Bit et une reprise de These Boots Are Made for Walkin'. Cette dernière paraît en CD single par un petit label indépendant, mais sa sortie passe inaperçue.
En mars 2003, Gina G participe à l'émission de télé-réalité Reborn in the USA aux côtés de Sonia, Michelle Gayle, Tony Hadley, Peter Cox et Elkie Brooks. Même si elle recueille le plus grand nombre de voix du public américain et remporte la première émission, elle obtient le moins de votes à la suivante et est soumise au vote du public britannique. Elle est éliminée à la troisième émission.
Gina G veut de nouveau représenter le Royaume-Uni au Concours Eurovision de la chanson 2005. Elle est dernière des cinq participants (Javine, Katie Price, Andy Scott-Lee, Tricolore) de la finale avec sa chanson Flashback. En août, elle sort son deuxième album Get Up & Dance sur son site Internet.
En juin 2006, son premier album Fresh!, est disponible en téléchargement sur iTunes. Elle crée son propre label, Stuntgirl, distribué par Universal Records, a un studio à Londres et un autre à Los Angeles où elle est installée avec son mari depuis 2003. Fin 2006, elle sort un nouveau single, Tonight's the Night et en fait la promotion dans les clubs. Le single se class à la 57e place du classement du UK Singles Chart le 8 octobre. En mars 2009, Get Up & Dance est disponible en téléchargement sur iTunes.
Gina G sort le single Next 2 You le 27 mai 2011 sur iTunes Australia. De nouveaux remix mettant en vedette le rappeur Vigilante sortent en novembre 2011. Un deuxième single prévu intitulé Set the Night on Fire est prévu pour début 2012 et un clip vidéo est prévu, mais en raison de circonstances personnelles, le clip est reporté puis annulé.

## Discographie
Albums
- 1997 : Fresh!
- 2005 : Get Up & Dance

Singles
- 1992 : Love the Life avec Bass Culture
- 1996 : Ooh Aah... Just a Little Bit
- 1996 : I Belong to You
- 1997 : Fresh!
- 1997 : Ti Amo
- 1997 : Gimme Some Love
- 1997 : Everytime I Fall
- 2004 : Just a Little Bit (2004 remix)
- 2005 : Flashback
- 2006 : Tonight's the Night
- 2011 : Next 2 U